# Нассер аль-Джохар
На́ссер а́ль-Джоха́р (араб. ناصر الجوهر‎, 1943, Саудовская Аравия) — саудовский футболист и футбольный тренер. Всю карьеру игрока провёл в саудовском клубе «Аль-Наср» из Эр-Рияда. Главный тренер сборной Саудовской Аравии на чемпионате мира 2002 года. С 2008 года снова занимает пост главного тренера сборной Саудовской Аравии. В 2011 году в очередной раз встает у руля сборной после увольнения Жозе Пезейру. Покинул сборную через 9 дней после поражения от сборной Японии со счетом 0:5.

## Карьера

### Клубная
Профессиональную карьеру начал в 1961 году в клубе «Аль-Наср» из Эр-Рияда, за который выступал вплоть до завершения карьеры игрока в 1984 году, выиграв за это время с командой 2 раза чемпионат Саудовской Аравии, 4 раза Кубок короля Саудовской Аравии, 2 раза Кубок наследного принца Саудовской Аравии и 1 раз Кубок Саудовской федерации футбола.

### Тренерская

#### В клубе
После завершения карьеры игрока, занялся тренерской деятельностью в родном клубе «Аль-Наср», который возглавлял с 1987 по 2000 год и с которым за это время 3 раза выиграл чемпионат Саудовской Аравии, 1 раз Кубок короля Саудовской Аравии, 1 раз Кубок Саудовской федерации футбола, 1 раз Кубок обладателей кубков Азии, 1 раз Суперкубок Азии, 2 раза Клубный кубок чемпионов Персидского залива.

#### В сборной
С 1994 года занимал должность второго тренера (помощника) главного тренера сборной. Впервые возглавил главную национальную сборную Саудовской Аравии в 2000 году, довёл её до финала Кубка Азии, но в том же году ушёл с поста. Второй раз возглавил сборную в 2002 году, руководил ею на чемпионате мира 2002 года, выиграл с ней Кубок арабских наций и Кубок наций Персидского залива, однако, снова ушёл с поста в том же году. В третий раз возглавил сборную в 2008 году.

## Достижения

### Игрока

#### Командные
Чемпион Саудовской Аравии: (2)
- 1979/80, 1980/81

Обладатель Кубка короля Саудовской Аравии: (4)
- 1972/73, 1973/74, 1975/76, 1980/81

Обладатель Кубка наследного принца Саудовской Аравии: (2)
- 1972/73, 1973/74

Обладатель Кубка Саудовской федерации футбола: (1)
- 1975/76

### Тренера

#### Командные
Финалист Кубка Азии: (1)
- 2000

Обладатель Кубка арабских наций: (1)
- 2002

Обладатель Кубка наций Персидского залива: (1)
- 2002

Чемпион Саудовской Аравии: (3)
- 1988/89, 1993/94, 1994/95

Обладатель Кубка короля Саудовской Аравии: (1)
- 1989/90

Обладатель Кубка Саудовской федерации футбола: (1)
- 1997/98

Обладатель Кубка обладателей кубков Азии: (1)
- 1998

Обладатель Суперкубка Азии: (1)
- 1998

Обладатель Клубного кубка чемпионов Персидского залива: (2)
- 1996, 1997

#### Награды
Приз Fair Play на Клубном чемпионате мира: (1)
- 2000